# Microdebilissa breviuscula
Microdebilissa breviuscula är en skalbaggsart som först beskrevs av Carolus Holzschuh 1992.  Microdebilissa breviuscula ingår i släktet Microdebilissa och familjen långhorningar. Inga underarter finns listade i Catalogue of Life.